# Vergoignan
Vergoignan è un comune francese di 293 abitanti situato nel dipartimento del Gers nella regione dell'Occitania.

## Società

### Evoluzione demografica
Abitanti censiti